# American League
American League of Professional Baseball Clubs (en. Američka liga profesionalnih bejzbolskih klubova) ili jednostavno American League (en. Američka liga) (AL) je jedna od dviju liga koje sačinjavaju Major League Baseball (MLB) u Sjedinjenim Državama i Kanadi. Razvila se iz Western Leaguea (en. Zapadne lige), male lige unutar saveznih država oko Velikih jezera, koja je s vremenom postigla velikoligaški ugled. Često se naziva i Mlađim krugom zato što je postala Velikom ligom tek u sezoni 1901., 25 godina nakon osnivanja National Leaguea ("Stariji krug").
Pred kraj svake sezone, prvak Američke lige igra protiv prvaka National Leaguea (en. Nacionalne lige) na World Seriesu gdje pobjednička momčad postaje svjetski prvak u bejzbolu. Kroz 2013. godinu, momčadi American Leaguea su osvojile 63 naslova od 110 World Seriesa odigranih od 1903., 27 od njih su osvojili samo New York Yankeesi. Prvaci AL-a za sezonu 2014. su Kansas City Royalsi. New York Yankeesi su osvojili 40 naslova American Leaguea, najviše u povijesti lige, a iza njih su Philadelphia/Kansas City/Oakland Athleticsi (15) i Boston Red Soxi (13).

## Trenutne momčadi

### Istočna divizija
- Baltimore Orioles
- Boston Red Sox
- New York Yankees
- Tampa Bay Rays
- Toronto Blue Jays

### Središnja divizija
- Chicago White Sox
- Cleveland Indians
- Detroit Tigers
- Kansas City Royals
- Minnesota Twins

### Zapadna divizija
- Houston Astros
- Los Angeles Angels of Anaheim
- Oakland Athletics
- Seattle Mariners
- Texas Rangers

## Druge lige
Nekoliko drugih sportova su imali lige pod nazivom "American League," obično s imenom sporta u nazivu, poput "American Football League" (koja je se s vremenom spojila s National Football Leagueom, izgubivši svoje ime). American Hockey League je najveća mala liga u sjeverno-američkom profesionalnom hokeju na ledu.

## Također pogledajte
- Major League Baseball
- World Series